# Adam Wolniewicz
Adam Wolniewicz (ur. 18 marca 1993 w Rudzie Śląskiej) – polski piłkarz grający na pozycji obrońcy. Zawodnik Górnika Zabrze.

## Życiorys
Jest wychowankiem Gwiazdy Ruda Śląska i Górnika Zabrze. W sezonach 2011/2012 i 2012/2013 występował w Młodej Ekstraklasie. 28 lutego 2013 został wypożyczony do końca roku do ROW 1964 Rybnik. W sezonie 2014/2015 ponownie przebywał na wypożyczeniu w tym klubie.
W Ekstraklasie zadebiutował 15 lipca 2017 w wygranym 3:1 meczu z Legią Warszawa. Grał w nim przez pełne 90 minut.